# سطح پرواز

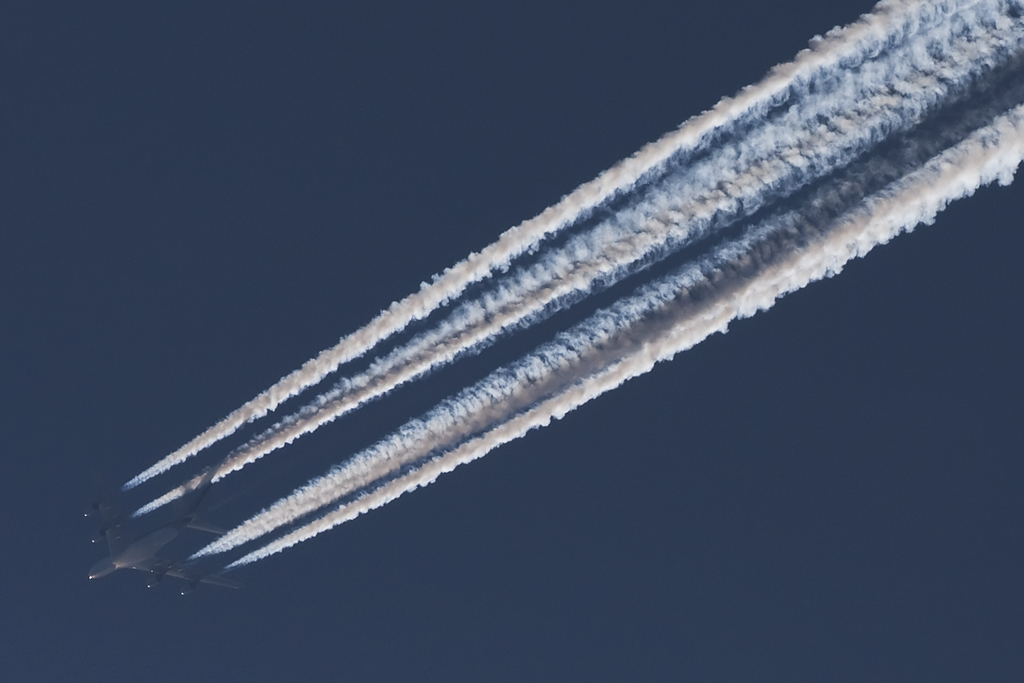
نمایی از یک هواپیمای A380 خطوط هوایی سنگاپور در سطح پرواز ۴۰۰

سطح پرواز در هوانوردی به سطحی می گویند که در اتمسفر دارای فشار هوای یکسان باشد. هواگردی که در یک سطح پروازی پرواز می‌کند نشانگر ارتفاع‌سنج آن ارتفاع ثابتی را نشان می‌دهد.